# Mission jésuite au Tibet
La mission jésuite au Tibet commença avec l’arrivée de Antonio de Andrade à Tsaparang (Royaume de Guge, au Tibet occidental) en 1624, et se termina lorsque l’évangélisation du Tibet fut officiellement confiée aux pères capucins par la Propaganda Fide, en 1704.

## Premier voyage et contacts
En poste à Âgrâ (Empire moghol) dans le nord de l’Inde, Antonio de Andrade entend parler de l’existence de communautés chrétiennes au-delà de l’Himalaya. Les informations sont vagues. Il décide d’aller lui-même les vérifier. Une expédition s’organise. En compagnie du frère Manuel Marques et quelques chrétiens il quitte Âgrâ le 30 mars 1624.
À Delhi le groupe se joint à une caravane de marchands. Passant par Srinagar (au Garhwal) et remontant la rivière Alaknanda (visitant le temple hindou de Badrinath) les voyageurs traversent l’Himalaya par le col de Mana (5 450 mètres) et arrivent en août 1624 à Tsaparang, capitale du royaume de Guge (Tibet occidental), située dans la vallée supérieure du fleuve Sutlej. 
Andrade, premier européen au Tibet, y est fort bien reçu par le roi de Guge. Si bien accueilli d’ailleurs qu’il décide de retourner immédiatement en Inde pour y demander du renfort missionnaire. Avec la permission du roi (et la promesse de revenir), il est de retour à Âgrâ en novembre 1624, d’où il écrit une lettre enthousiaste au supérieur des jésuites, à Goa. La présence de monastères bouddhistes, et certaines de leurs pratiques religieuses, lui font croire qu’il a en effet retrouvé les 'communautés chrétiennes perdues'. Il demande qu’on lui envoie des missionnaires supplémentaires.

## Second voyage et début de la mission
Accompagné d’un troisième jésuite, Gonzales de Souza, il refait le voyage de Tsaparang en août 1625. Le roi de Guge, très généreux, fait don de propriétés confisquées pour la résidence des pères et la construction d’une église. Cela suscite un début d’opposition de la part de moines bouddhistes, d’autant plus que les pères, sans être bien informés, critiquent ouvertement les croyances bouddhistes et l’attitude des moines qu’ils trouvent peu religieuse.
Le 12 avril 1626, jour de Pâques, la construction d’une modeste église est mise en chantier en un endroit choisi par le roi lui-même. D’autres jésuites arrivent durant l’année, ainsi qu’en 1627. L’entreprenant Andrade ouvre une seconde station missionnaire à Rudok, à 200 km de Tsaparang, dont on ne connaît rien de plus. La nouvelle de la présence de « lamas venu de l’Occident » se répand. Andrade reçoit une invitation du roi de Ladakh, et également du roi de l’Ü-Tsang en 1627. 
Dans deux lettres, envoyées en 1626 et 1627, Andrade fait part de ses nombreuses observations sur les douze écoles de lamas – certains célibataires, d’autres pas – leurs rites, cérémonies et habits religieux, leurs doctrines et prières. Il fait part de débats doctrinaux qu’il a eu avec certains d’entre eux, tout en reconnaissant qu’il n’a pas encore vraiment maîtrisé leur langue. Le nombre de chrétiens reste modeste, mais tous les espoirs sont permis, le roi étant très favorable.
L’attitude du roi irrite de plus en plus les moines, à la tête desquels se trouve le propre frère du  roi. En 1629 Andrade est rappelé à Goa car nommé supérieur provincial des jésuites. Son départ de Tsaparang, en novembre 1629, précipite les événements. En 1630 le roi est renversé par son frère qui a obtenu le soutien du roi du Ladakh. Celui-ci conquiert le royaume de Guge, dont le roi est emmené en exil à Leh. Les quelque 400 chrétiens sont réduits en esclavage. Les pères, prisonniers pendant quelque temps, sont cependant libérés et peuvent retourner à Tsaparang, où ils trouvent leur église en ruines.
Apprenant la nouvelle du désastre, Andrade envoie de Goa, en 1631, un visiteur canonique, le père Francisco de Azevedo pour étudier la situation. Après avoir visité Tsaparang, Azevedo décide de se rendre à Leh où il obtient une entrevue avec Sengge Namgyal, le roi du Ladakh. Le roi se montre bienveillant : il accorde la permission de continuer le travail missionnaire à Tsaparang, Rudok et même à Leh. Azevedo est de retour à Agra en janvier 1632.
La mission ne se relève pas cependant. En octobre 1633 les pères écrivent qu’ils se trouvent, à Tsaparang, comme en résidence surveillée. Toute activité hors de leur résidence est pratiquement interdite. À la fin de son mandat comme provincial à Goa (1634), Andrade se prépare à partir pour le Tibet avec un nouveau groupe de missionnaires. Cependant il meurt à Goa, le 19 mars 1634, avant de pouvoir mettre son projet à exécution. Il a sans doute été empoisonné.
Le voyage est retardé d’un an. Au début de 1635, le groupe fait le voyage de Tsaparang sous la direction du père Nuño Coresma. Deux mois après son arrivée, en août 1635, celui-ci a déjà jugé la situation à Tsaparang comme étant sans avenir. Il conseille au supérieur Général, Vitelleschi de fermer la mission jésuite au royaume de Guge. Avant même qu’une décision finale soit prise les jésuites sont expulsés de Tsaparang en décembre 1635. 
Durant quelques années un petit groupe de missionnaires réside à Srinagar, avec l’espoir de pouvoir rentrer au Tibet. En 1640 Manuel Marques et un autre tentent même une incursion au Tibet ; ils sont faits prisonniers. On ne sait ce qu’ils sont devenus. La mission est définitivement fermée en 1641.

## Deuxième mission au Tibet
En concomitance avec la mission de Tsaparang - et à la suite des rapports prometteurs de Andrade -  deux autres jésuites, les pères Estêvão Cacella et João Cabral sont envoyés au Tibet central. Partant de Hooghly au Bengale le 2 août 1626 ils passent par Dacca (aujourd’hui ‘Dhaka'), Hazo (Assam), Biar (Cooch-Bihar). Le 21 février 1627 ils entrent au Bhoutan - les premiers européens à visiter ce royaume - dont ils atteignent la capitale Paro le 25 mars. Très bien reçus ils y restent jusqu’en octobre. En novembre ils reprennent la route des montagnes et arrivent le 20 janvier 1628 à Shigatse, capitale d’un petit royaume de l’Est-Tibetain. Ils y sont bien accueillis par le roi Karma Tenkyong (1599-1642).
Cabral s’empresse de revenir à Hooghly pour faire un rapport encourageant de son voyage exploratoire. De retour à Shigatse en 1631 il apprend que son compagnon Cacella était décédé l’année précédente (mars 1630). Il garde cependant quelque espoir d’autant plus que par l'intermédiaire de moines pèlerins il avait pu établir un contact avec les pères de Tsaparang. 
Un an plus tard, apprenant les déboires de la mission de Tsaprang, Cabral quitte le Tibet en juin 1632. Dans une lettre aux provinciaux de Goa et de Cochin (la province jésuite de Malabar dont dépend la résidence de Hooghly au Bengale) il se déclare opposé à la continuation du travail missionnaire, en raison des difficultés politiques et économiques de Tsaparang.

## Voyages de Grueber et Dorville
Deux missionnaires de Chine reçoivent une mission particulière : ils sont chargés d’explorer la possibilité de monter vers Pékin via Hooghly (au Bengale) et le Tibet, et ainsi raccourcir le temps que prend le voyage par Macao. Johann Grueber, un Allemand est à Pékin de puis 1659 et son compagnon Albert Dorville, un Belge, depuis 1658. L’un et l’autre sont des hommes de sciences, géographes et cartographes. Ils quittent Pékin le 13 avril 1661.
S’arrêtant quelques jours dans la ville de Hsi-ning ils passent la Grande Muraille le 13 juillet 1661. D’après leur témoignage le voyage est très éprouvant. Tout le long de l’itinéraire ils font des analyses et relevés cartographiques. Leurs observations religieuses et socioculturelles des peuples rencontrés sont à la base du livre China illustrata (1634) d’Athanasius Kircher qui eut un grand succès en Europe. 
Le 8 octobre 1661 ils arrivent à Lhassa: ils sont les premiers européens à visiter la capitale religieuse du Tibet. Ils y passent un mois sans chercher à s’y établir, car tel n’était pas le but de leur voyage.  En novembre ils repartent et arrivent en janvier 1662 à Katmandou (au Népal), et deux mois plus tard à Agra, résidence des jésuites travaillant dans l’empire mogol. Dorville épuisé par le voyage y meurt le 8 avril 1662. Grueber continue le voyage et fera rapport à Rome en février 1664.

## Troisième mission: à Lhassa
Le souhait de rouvrir la porte du Tibet reste présent parmi les jésuites de Goa. En 1708 un jésuite, João Carvalho, est destiné au Tibet. Un remplacement urgent à pourvoir à Mysore fait qu’il y est envoyé et le projet du Tibet est une fois de plus remis à plus tard.
Ippolito Desideri, un jésuite italien, arrivé à Goa au début de l’année 1713 apprend que le provincial de Goa cherche à envoyer une mission au Tibet. Il se porte volontaire. En novembre 1713 il se met en route, voyage par Surate, le Rajasthan et arrive à Delhi le 11 mai 1714. Après une visite à Agra, il revient à Delhi avec celui qui sera son compagnon de voyage Manoel Freyre, un portugais.  
Le 24 septembre 1714 les deux jésuites quittent Delhi, passent par Srinagar et arrivent à Leh, capitale du Ladakh. Ils y sont bien accueillis par le roi Nima Nangyal, et seraient prêts à y rester mais comme le Tibet est leur mission ils poursuivent leur route. Se joignant à la caravane d’un haut fonctionnaire ils font alors une extraordinaire et unique traversée du large plateau du Tibet, d’Ouest en Est, dans des conditions très éprouvantes. Cela leur prend sept mois, passant par les lieux saints des tibétains comme des Hindous : le mont Kailash et le lac Manasarovar. Curieusement ils ne donnent aucune indication qu’ils aient visité Tsaparang, l’ancienne mission de Andrade.
La caravane avec les deux jésuites arrive à Lhassa le 18 mars 1716. Bientôt Freyre, en mauvaise santé, repart en Inde (par le Népal) pour faire rapport sur leur voyage. Desideri est reçu par le souverain mongol du Tibet, Lhazang Khan (1658-1717), qui l’autorise à acheter une maison à Lhassa (un privilège rarement accordé à un étranger) et de prêcher et pratiquer sa religion. Desideri se met immédiatement à l’étude de la langue tibétaine.  Il écrit: « De ce jour et jusqu’au dernier de mon séjour dans ce royaume, j’ai étudié du matin au soir ».
En janvier 1717 Desideri est en mesure de soumettre au roi un  Exposé de la religion chrétienne en un tibétain encore très imparfait. L’effort impressionne le roi qui se lie d’amitié avec le missionnaire et lui conseille de se mettre à l’école des lamas bouddhistes et de fréquenter l’université. Ce qu’il fait immédiatement. Il passe les mois de mars à juillet 1717 au monastère de Ramoché et le reste de l’année à l’université de Sera, à trois kilomètres de Lhassa, où il a l’occasion de discuter avec les plus érudits professeurs tibétains.
Début décembre 1717 les Tartares envahissent Lhassa: le roi et ses ministres sont assassinés. Desideri juge prudent de s’éloigner de l’université de Sera et, de décembre 1717 à avril 1721, il résidera à Takpo-Khier, à 8 jours de route de Lhassa. Il y écrit plusieurs livres de doctrine chrétienne (en tibétain), s’attachant à réfuter certaines doctrines du bouddhisme (telles la transmigration des âmes) et à prouver l’existence d’un Être absolu, créateur du monde, étant lui-même incréé. Ses livres suscitent de l’intérêt: il a de nombreux visiteurs lors de ses visites à Lhassa. Le missionnaire, à l’aise en langue tibétaine, est souvent engagé dans des discussions et débats avec lamas et intellectuels. C’est à Takpo-Khier que lui parvient en avril 1721 l’ordre, venu de Rome, de quitter le Tibet et de rentrer en Inde.

## Fin de la mission jésuite
En 1704, à l’insu du général des jésuites et des jésuites de Goa, la Propaganda Fide avait confié l’évangélisation du Tibet et du Népal aux pères capucins. Le problème ne fait surface que lorsque Desideri et son compagnon Freyre arrivent au Tibet en 1714. Les capucins (arrivés en 1716) et Desideri travaillent en bonne entente, le jésuite italien les introduisant à la langue et culture tibétaine, traduisant et écrivant des livres à leur demande. Appel est cependant fait à Rome contre la décision de la Propaganda Fide. Comme il ne souhaite pas quitter le Tibet on accuse Desideri de désobéissance. La décision est confirmée à Rome et Desideri en est informé en janvier 1721 : il reçoit l’ordre de rentrer en Inde. En avril 1721 il quitte Lhassa et après un long séjour à Kuti, à la frontière tibéto-népalaise, il arrive à Agra en 1722.
En cinq ans et un mois Desideri avait fait un travail d’inculturation religieuse considérable.  Même si ses lettres ne parlent que peu de baptêmes et conversions, son travail en profondeur fait qu’il est considéré comme l’apôtre du Tibet. Il est l’auteur des premiers écrits chrétien en langue tibétaine. Avec le départ en 1721 de Desideri, la mission jésuite au Tibet prend fin. Les capucins continuent le travail. Eux-mêmes partiront en 1745.